# César Merak
César Merak, auch César da Silva dos Santos Merak ist ein osttimoresischer Politiker.
Merak war Assistent von Júlio Sarmento da Costa, von 2020 bis 2023 Minister für Veteranen in der VIII. Regierung Osttimors.
Am 1. Juli 2023 wurde Merak, in der IX. Regierung von Premierminister Xanana Gusmão, zum Staatssekretär für Veteranen vereidigt.